# Tempestade tropical Beryl (2012)
A tempestade tropical Beryl foi o ciclone tropical do Atlântico mais forte já registado fora da época a atingir terra firme nos Estados Unidos. Segundo ciclone tropical da temporada de furacões no Atlântico de 2012, Beryl se desenvolveu em 26 de maio de um sistema de baixa pressão na costa da Carolina do Norte.  Inicialmente subtropical, a tempestade adquiriu lentamente características tropicais ao passar por temperaturas mais quentes da superfície do mar e em um ambiente de menor cisalhamento vertical do vento. No final de 27 de maio, Beryl fez a transição para um ciclone tropical a menos de 190 km (120 mi) do norte da Flórida. No início do dia seguinte, a tempestade chegou à costa perto de Jacksonville Beach, Flórida, com ventos de pico de 105 km/h (65 mph). Rapidamente se enfraqueceu para uma depressão tropical, provocando fortes chuvas enquanto se movia lentamente pelo sudeste dos Estados Unidos. Uma frente fria virou Beryl para o nordeste, e a tempestade se tornou extratropical em 30 de maio)

## História meteorológica
As origens de Beryl eram de um vale que se desenvolveu sobre a península de Iucatã em 16 de maio, depois foi para o leste, no noroeste do Mar do Caribe, gerando uma área de baixa pressão em 18 de maio. Nos três dias seguintes, permaneceu quase parado sem desenvolvimento, até que o sistema se tornou melhor definido em 22 de maio quando começou a se mudar para o nordeste. Em 23 de maio, a baixa alongada tinha uma área de convecção desorganizada. Ao passar pela ilha cubana de Ilha da Juventude, notou-se um centro de circulação exposto e convecção transitória devido aos efeitos do forte vento cortante na região. No dia seguinte, o sistema passou pelas Florida Keys e o Centro Nacional de Furacões (NHC) observou o potencial de condições cada vez mais favoráveis nos próximos dois dias. A baixa ficou mais bem definida à medida que o seu padrão de nuvens se consolidava. Ele se moveu ainda mais para o Atlântico ocidental nas próximas 24 horas, e uma faixa de convecção se estendeu pelas Bahamas e Cuba para envolver a borda sudoeste da circulação. Em 25 de maio, o sistema interagiu com um nível baixo médio a superior, fazendo com que o centro se reformasse mais a nordeste. Depois que o sistema atingiu ventos fortes com força de vendaval perto do centro e convecção suficientemente organizada,  o NHC iniciou alertas sobre a tempestade subtropical Beryl às 0300 UTC em 26 de maio, enquanto o ciclone estava 305 mi (490 km) a leste de Charleston, Carolina do Sul. A análise pós-temporada indicou que Beryl se desenvolveu três horas antes.

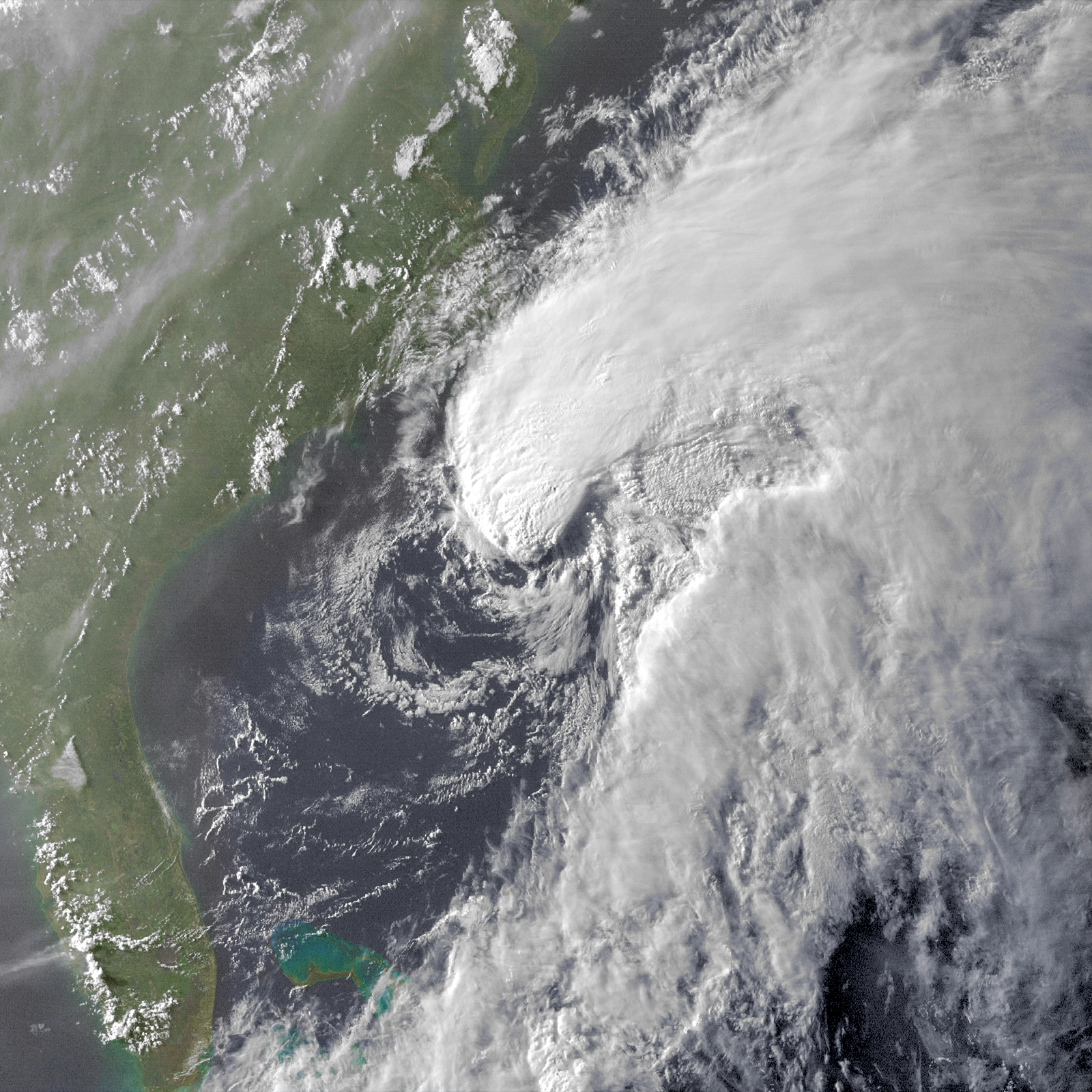
Beryl pouco antes de ser classificada como tempestade subtropical em 25 de maio

Após a formação de Beryl, houve uma depressão na Nova Inglaterra que inicialmente criou um ambiente de direção fraco. Espera-se que águas marginalmente quentes e ar seco impeçam uma intensificação significativa e a convecção permaneça mínima até 26 de maio. Mais tarde naquele dia, uma frente em crescimento fez com que Beryl iniciasse um constante movimento sudoeste. Naquele momento, o centro de baixo nível ficou alinhado verticalmente com o centro de nível superior. O ambiente próximo ao centro da tempestade ficou mais húmido e o sistema começou a passar por temperaturas mais quentes da superfície do mar, permitindo o aumento da convecção. Em 27 de maio, a tempestade começou a fazer a transição para um ciclone tropical, que foi concluído às 1800 UTC naquele dia. Quando Beryl se aproximou do nordeste da Flórida, ficou mais organizado, com maior convecção em bandas ao redor do centro. No final de 27 de maio, os Hurricane Hunters observaram ventos de 148 km/h (92 mph), sugerindo ventos máximos sustentados de 110 km/h (70 mph); essa seria a intensidade máxima de Beryl. É possível, no entanto, que Beryl tenha atingido brevemente a intensidade do furacão no início da noite de 27 de maio com base nas velocidades do radar Doppler, embora os dados sejam inconclusivos de acordo com o relatório pós-temporada.  A aproximadamente 0410 UTC em 28 de maio (logo após a meia-noite, hora local), a tempestade fez landfall perto de Jacksonville Beach, Florida, com ventos de cerca de 105 km/h (65 mph) depois de enfraquecer um pouco na aproximação final.
Depois de se mudar para terra, Beryl rapidamente se enfraqueceu para uma depressão tropical. Diminuiu a velocidade devido ao enfraquecimento da frente ao norte, e uma frente fria que se aproximava a virou para o norte e nordeste em 29 de maio. Apesar de estar bem no interior, Beryl manteve convecção suficiente para permanecer um ciclone tropical.  Quando Beryl se aproximou do Oceano Atlântico em 30 de maio, a sua convecção aumentou para o sul e leste do centro, embora a intrusão de ar seco tenha resultado em uma aparência irregular nas imagens de satélite. Com base em relatórios de navios, Beryl foi atualizado para uma tempestade tropical em 30 de maio perto da costa da Carolina do Sul. A frente que se aproximava fez com que a tempestade se acelerasse para nordeste. A circulação de Beryl se alongou e a sua convecção associada se espalhou para o norte, sugerindo a transição para um ciclone extratropical. No final de 30 de maio, Beryl tornou-se extratropical, levando o NHC a interromper as orientações. A tempestade continuou no nordeste, depois virando para o leste-sudeste. Em 2 de junho, uma tempestade extratropical maior absorveu os remanescentes de Beryl ao sudeste de Terra Nova .

## Preparativos, impacto e registos
Quando Beryl chegou a Jacksonville Beach, Flórida, com 105 km/h (65 mph), tornou-se o ciclone tropical mais forte em terra firme nos EUA fora da temporada oficial de furacões no Atlântico. Beryl também foi a segunda tempestade tropical a se formar antes do início da temporada, que marcou apenas a quinta ocorrência desse tipo desde que os registos começaram em 1851; as outras quatro ocorrências ocorreram em 1887, 1908, 1951, 2016 e 2020.

### Cuba e Bahamas

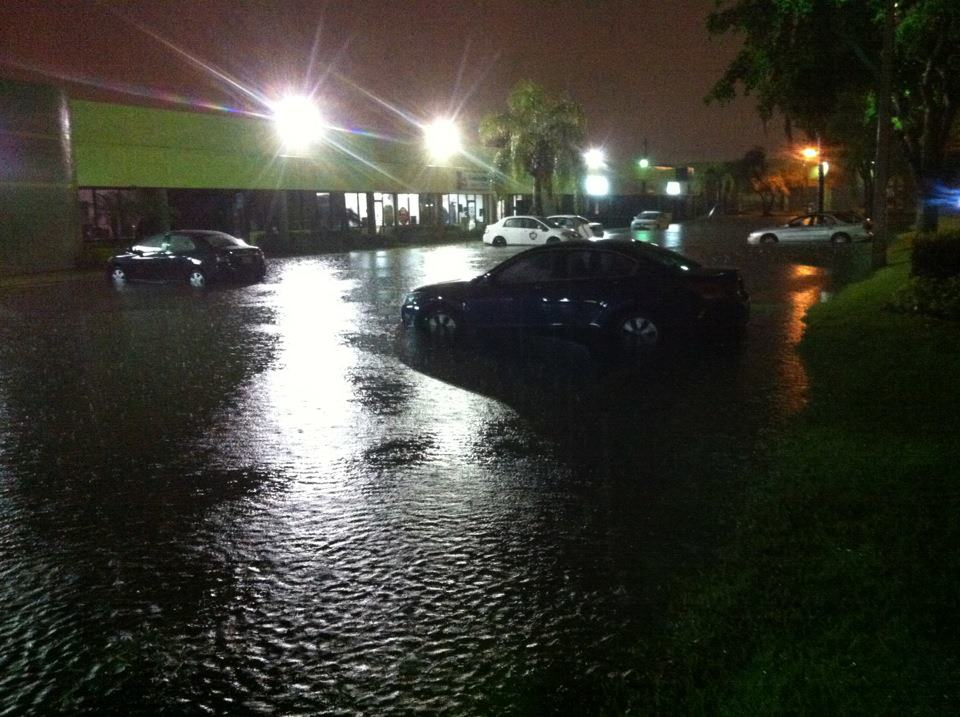
Inundações em Doral, Flórida, em 22 de maio, do precursor a Beryl

Antes de se tornar um ciclone tropical, Beryl produziu fortes chuvas em Cuba, especialmente na província de Sancti Spíritus, onde as chuvas atingiram o pico em 557 mm (21.93 in). As chuvas causaram deslizamentos de terra e forçaram mais de 8.500 pessoas para evacuar as suas casas.  Duas pessoas morreram depois de tentar atravessar rios inundados. Inundações danificadas 1.109 casas e destruíram outras 47. Embora as chuvas tenham inundado áreas comuns dos campos de cultivo, a precipitação foi benéfica no reabastecimento de reservatórios em áreas atingidas pela seca do país.
Uma faixa de tempestades e fortes chuvas atravessou as Bahamas e caiu cerca de 250 mm (9.7 in) de precipitação em Freeport, Grand Bahama . As áreas baixas de New Providence sofreram inundações. Moradores relataram que um tornado atingiu a cidade de Murphy, Abaco, derrubando linhas de energia e telefone, derrubando veículos e danificando os telhados de três edifícios. A chuva do sistema também afetou as Ilhas Berry, Abaco e Bimini, além de vários grupos menores de ilhas.

### Flórida

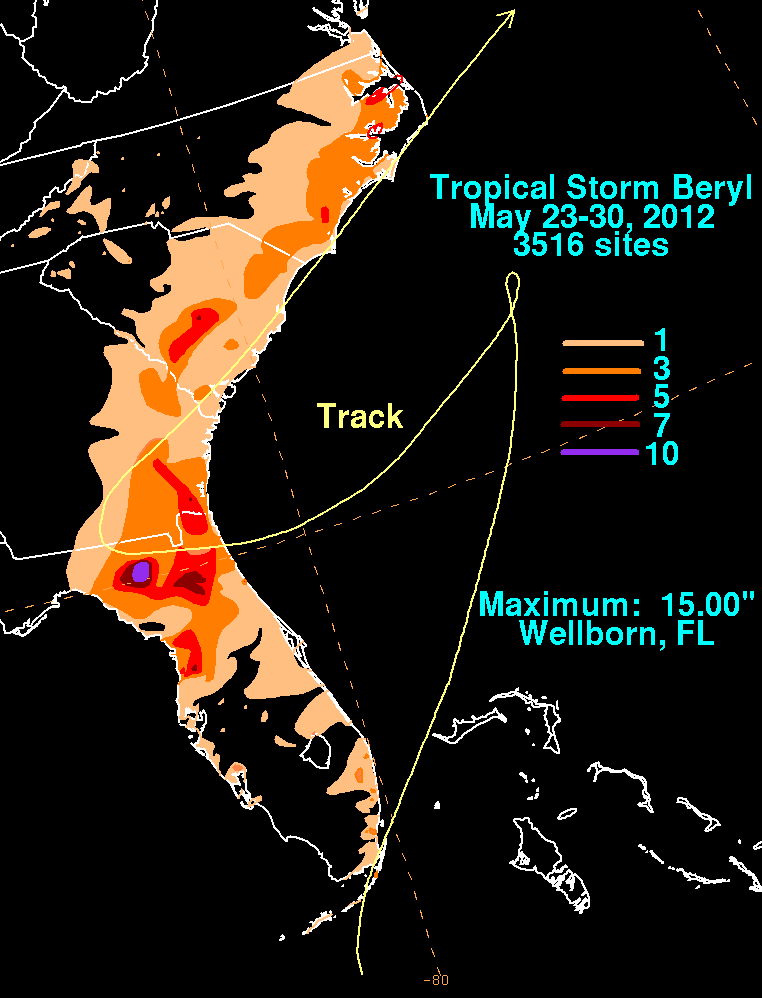
Tempestade total de chuvas produzida pela Tropical Storm Beryl em todo o sudeste dos Estados Unidos

Antes de ser classificado como um ciclone tropical, o precursor de Beryl produzia chuvas localmente fortes no sul da Flórida, atingindo 250 mm (9.7 in) no Aeroporto Internacional de Miami. O total foi a  segunda maior precipitação diária já registada no mês de maio na estação. A chuva causou extensas inundações nas ruas, especialmente em Sweetwater e Doral, com motoristas e passageiros da tarde alagados. O Miami Dade College foi forçado a cancelar as aulas da manhã de 23 de maio.
Quando o NHC emitiu o seu primeiro aviso, a agência também emitiu um alerta de tempestade tropical da linha do condado de Brevard / Volusia, na Flórida, até Edisto Beach, Carolina do Sul. Um aviso de tempestade tropical foi emitido para o norte, até a foz do rio Santee, na Carolina do Sul. Um estado de emergência foi emitido em Jacksonville, Flórida, causando o encerramento antecipado de um festival de jazz e eventos do Memorial Day. Quando Beryl mudou-se para terra, os aeroportos de Jacksonville cancelaram todos os voos, exceto a JetBlue Airways e Delta Air Lines.
Um adolescente morreu em alto mar em Daytona Beach, Flórida. Altas correntes de surf e agueiros causaram salva-vidas na região para restringir a natação no oceano. O maior aumento de marés de tempestades foi de 1.14 m (3.73 ft) na praia Fernandina. Quando a tempestade chegou à costa, Beryl produziu ventos fortes ao longo da costa, chegando a 87 km/h (54 mph) no Huguenot Park, em Jacksonville; Buck Island, nas proximidades, relatou uma rajada de vento de 117 km/h (73 mph).  Os ventos levaram a ponte Mathews e Wonderwood Bridge a fechar. As linhas de energia derrubadas deixaram cerca de 38.000 residências em Jacksonville sem energia. Em Jacksonville, inundações repentinas afetaram áreas ao longo de Hogans Creek e ondas danificaram um paredão e algumas docas. As águas entraram em um condomínio e três veículos. Inundações repentinas cobriram uma parte da Rota 129 dos EUA no condado de Suwannee . O dano em Jacksonville foi estimado em US $ 20.000. Ao sul de Jacksonville, a circulação externa de Beryl gerou um furacão EF0 de curta duração em Port Saint Lucie, que causou pequenos danos a duas casas. Os danos do furacão foram estimados em US $ 20.000.  Outro furacão foi registado em Yankeetown.  Devido ao seu movimento lento, Beryl deixou cair fortes chuvas em toda a Flórida, chegando a 380 mm (15 in) em Wellborn. Ao sul de Wellborn, um motociclista no condado de Taylor, na Flórida foi morto quando um carro sobrevoou a estrada inundada e o atingiu de frente. Os socorristas observaram que eles levaram 20 minutos para percorrer as dez milhas devido à visibilidade inexistente. Gainesville relatou 83 mm (3.25 in) em 28 de maio, que quebrou o recorde diário anterior de precipitação. O Aeroporto de Hernando County quebrou o seu recorde diário de chuvas em 29 de maio, com um total de 93 mm (3.65 in), que também foi a maior precipitação diária até a data em 2012. As chuvas extinguiram 80 por cento dos 25 incêndios florestais no norte da Flórida. No Condado de Levy, uma tromba de água se dissipou enquanto se movia para terra. As fortes chuvas inundaram várias casas no Condado de Citrus, causando cerca de US $ 108.000 em danos.

### Geórgia, Carolina do Sul e Carolina do Norte
Horas antes da tempestade chegar a terra em 27 de maio, as autoridades de Cumberland Island, na Geórgia, determinaram que todos os campistas evacuassem a ilha. Embora a tempestade tenha chegado à Flórida, a sua maré de tempestade inundou partes de St. Marys, na Geórgia. As chuvas no estado atingiram o pico de 179 mm (7.04 in) na Woodbine. As chuvas de Beryl foram benéficas para aliviar as condições de seca, apesar de causar algumas pequenas inundações. Rajadas de vento ao longo da costa da Geórgia chegaram a 89 km/h (55 mph) na Ilha Jekyll,  e ventos de força tropical sustentados se estenderam ao estado. Árvores derrubadas danificaram duas casas no condado de McIntosh, e no condado de Orangeburg, Carolina do Sul, uma árvore que caiu e matou um homem condutor em uma rodovia estadual. Esta foi a única morte direta devido à tempestade; os demais eram indiretamente relacionados.  A maior rajada de vento na Carolina do Sul foi 74 km/h (46 mph) em Fort Johnson, embora ventos mais fortes tenham ocorrido na costa. As chuvas no estado atingiram o pico em 152 mm (6.00 in) no Condado de Jasper. As marés altas em Charleston Harbor afundaram um barco, forçando a tripulação a ser resgatada pela Guarda Costeira. Em Folly Beach, Carolina do Sul, uma pessoa desapareceu após nadar em ondas fortes mas não foi incluída no número total de mortos.  Depois que Beryl começou a acelerar para o nordeste, caiu fortes chuvas nas Carolinas, causando inundações isoladas perto de Wilmington, Carolina do Norte . Mais ao norte, em Peletier, a tempestade gerou um tornado de EF1 na escala Enhanced Fujita que danificou 67 casas e destruíu 3 outras. A humidade da tempestade se espalhou para o norte, em Maryland e Virgínia Ocidental.